# Michiyoshi Yamada
Pour les articles homonymes, voir Yamada.
Michiyoshi Yamada est un joueur de shōgi professionnel japonais né le 11 décembre 1933 à Nagoya et mort le 18 juin 1970.
Il a remporté deux fois le titre de Kisei et une fois celui d'Oza.

## Biographie et carrière
Michiyoshi Yamada est né en 1933. Il commença sa carrière de joueur professionnel en 1951.
Il remporta
- deux fois le titre de Kisei en 1967 : au 1er semestre contre le Meijin Yasuharu Oyama et au 2d semestre contre Makoto Nakahara ;
- la finale du Ōza en 1967 contre Kunio Naitō (l'Oza n'était pas à l'époque considéré comme un titre majeur) ;
- trois fois le Saiko Shaketeisen en 1965, 1967 et 1968 ;
- le coupe de la fédération japonaise de shogi (baptisée Rokusha Kisen) en 1968.

Il perdit :
- un match pour le titre de Meijin en 1965 contre Yasuharu Oyama ;
- deux matchs pour le titre de Kisei : au 1er semestre 1968 contre Makoto Nakahara et au 2d semestre 1969 contre le même adversaire ;
- la finale du Ōza en 1959 contre Yasuharu Ōyama ;
- la finale de la coupe NHK en 1968 contre Yūzō Maruta ;
- la finale du Osho en 1965 contre le Meijin Yasuharu Oyama.

## Mort
Yamada meurt subitement à 36 ans le 18 juin 1970. La fédération de shogi décide de le promouvoir  à la classe 9e dan à titre posthume à compter du 18 juin 1970.